# Thomas Herbst (Anglist)
Thomas Herbst (* 1953 in Kulmbach) ist ein deutscher Anglist und Professor für englische Sprachwissenschaft. 

## Leben
Seit 1993 ist Thomas Herbst Inhaber des Lehrstuhls für Anglistik, insbesondere Linguistik am Institut für Anglistik und Amerikanistik. Er ist Gründungsmitglied und Sprecher des Interdisziplinären Zentrums für Lexikographie, Valenz- und Kollokationsforschung an der Friedrich-Alexander-Universität Erlangen-Nürnberg.

## Forschung und Lehre
Studien zur englischen Syntax, insbesondere der Valenztheorie, zur Übersetzungswissenschaft sowie zur modernen englischen Lernerlexikographie.

## Werke (Auswahl)
- Mit Michael Klotz: Lexikografie (= UTB 8263). Schöningh, Paderborn u. a. 2003, ISBN 3-8252-8263-5.
- Mit Michael Klotz: English Dictionaries. A Linguistic Introduction. Erich Schmidt Verlag, Berlin 2016.
- Mit Rita Stoll, Rudolf Westermayr: Terminologie der Sprachbeschreibung: ein Lernwörterbuch für das Anglistikstudium. Hueber 1991, ISBN 3-190-06604-3.
- Mit David Heath, Ian Roe, Dieter Götz: A Valency Dictionary of English. Mouton de Gruyter, Berlin / New York 2004.
- The phraseological view of language. A tribute to John Sinclair. De Gruyter Mouton, Berlin 2011, ISBN 978-3-11-025688-8.